# 横山和之のアタックヤング
横山和之のアタックヤング（よこやまかずゆきのアタックヤング）はかつてSTVラジオのラジオ番組アタックヤングの日曜日で、パーソナリティは横山和之。1975年4月放送開始、1981年3月29日放送終了。同放送局の「たむたむたいむ」の北海道版のパーソナリティも担当していた。
横山はその後、松山千春の事務所で要職を務めていたが、その後に独立。2010年7月1日、病死。

## 概要
放送時間は毎週日曜日24:30～25:20（月曜日0:30～1:20）
エンディングテーマは「Good-bye so long」。
「DJをやる以上は音楽にポリシーを持て」という考えから、1980年当時は、番組中で選曲した曲の80％が洋楽だったとされている。しかも、横山自身がいい曲だと思わなければ番組中でかけなかったという。